# Erik Larsson (przeciągacz liny)
Erik Victor Larsson (ur. 14 maja 1888 w Axbergu w gminie Örebro, zm. 23 sierpnia 1934 w Sztokholmie) – szwedzki przeciągacz liny, złoty medalista igrzysk olimpijskich.
Larsson reprezentował Szwecję na Letnich Igrzyskach Olimpijskich 1912 w Sztokholmie. Był członkiem drużyny rywalizującej w przeciąganiu liny, która składała się z siedmiu policjantów i rybaka. W jedynym pojedynku rozgrywanym w ramach tej dyscypliny Szwedzi pokonali reprezentantów Wielkiej Brytanii. W 1913 wraz z reprezentacją zdobył tytuł mistrza świata.
Był funkcjonariuszem sztokholmskiej policji i członkiem policyjnego klubu sportowego Stockholmspolisens IF.